# Vladímir Zakhàrov
Vladímir Grigórievitx Zakhàrov (rus: Влади́мир Григо́рьевич Заха́ров - Bogodúkhov, avui part de Donetsk, 18 de setembre de 1901 - Moscou, 13 de juliol de 1956) fou un compositor rus i soviètic.
Va néixer a prop Donetsk en l'actual Ucraïna. En 1912-1921 va viure a la ciutat de Taganrog, on va estudiar al Gimnàs Txèkhov i va assistir a classes de música de Valerian Mol·la a l'Escola de Música Taganrog. Es va graduar al Conservatori de Rostov el 1927. La seva perllongada connexió amb el Cor Piatnitski (des de 1932) li va donar moltes oportunitats per compondre música coral. La majoria de les seves cançons són en forma camperola. Fins i tot en algun moment més tard, ningú pot dir si una de les seves famoses cançons era una composició o un arranjament d'una peça popular.
El 1920, ell i altres compositors van formar l'Associació Russa de Músics Proletaris (RAPM) i es va convertir en un membre actiu d'aquesta associació.
Vladímir Zakhàrov va ser guardonat amb el títol d'Artista del Poble de l'URSS el 1944, amb l'Orde de la Bandera Roja del Treball (1951), i va rebre tres Premis Stalin (1942, 1946 i 1952) i una Orde de Lenin (1944). Es va incorporar al Partit Comunista el 1944.
En 1948 va ser nomenat un dels secretaris principals de la Unió de Compositors Soviètics. Fou una figura activa en la persecució als compositors "formalistes". Entre els que van ser denunciats per ell s'inclouen Dmitri Xostakóvitx, Serguei Prokófiev, Aram Khatxaturian, Nikolai Miaskovski i Vanó Muradeli.